# Linxe
Linxe település Franciaországban, Landes megyében. Lakosainak száma 1550 fő (2022. január 1.). Linxe Castets, Lesperon, Lévignacq, Lit-et-Mixe, Saint-Michel-Escalus és Vielle-Saint-Girons községekkel határos.

## Népesség
A település népességének változása:
| Lakosok száma | 1090 | 962  | 980  | 1165 | 1351 | 1438 | 1479 | 1502 | 1513 | 1550 |
|               | 1968 | 1982 | 1990 | 2006 | 2013 | 2015 | 2017 | 2019 | 2020 | 2022 |